# Короткевич Геннадій Володимирович
Геннадій Короткевич ( біл. Генадзь Караткевіч  </link> , Hienadź Karatkievič, народився 25 вересня 1994 року) — білоруський спортивний програміст, який перемагав на найбільших міжнародних змаганнях з 11 років, а також на численних національних олімпіадах. Широко визнаний одним із найвидатніших спортивних програмістів усіх часів, його головні досягнення включають шість послідовних золотих медалей на Міжнародній олімпіаді з інформатики а також перемогу у 2013 та 2015 роках у фіналі світу з Міжнародного студентського конкурсу з програмування . Станом на листопад 2024 року Геннадій є програмістом з найвищим рейтингом на Codeforces,  CodeChef,  Topcoder,  AtCoder  і HackerRank .  У серпні 2024 року він досяг історичного рейтингу 4009 на Codeforces, ставши першим, хто подолав бар’єр 4000. 

## Біографія
Короткевич народився в Гомелі (Гомель), південно-східна Білорусь. Батьки, Володимир і Людмила Короткевичі, працювали програмістами на математичному факультеті Гомельського державного університету імені Франциска Скорини . У 6 років він зацікавився роботою батьків. Коли йому було 8, його батько розробив дитячу гру, за допомогою якої він міг вивчати програмування. 
Мати порадилася з колегою по кафедрі Михайлом Долинським, який дав Короткевичу почитати невелику книжку. Долінський, один із найкращих викладачів інформатики в Білорусі, згадував: «Пройшов місяць, потім ще один... Ніяких новин від Гени. І раптом приходить Людмила і приносить мені зошит з програмування: коли закінчилося літо, її син сів за комп'ютер. Зайнявши друге місце на національній олімпіаді,як другокласник він отримав право вступу до технічного університету без вступних іспитів. Також він розв'язав проблему про  тіло занурене у воду, не знаючи про принцип плавучості Архімеда ». 
Короткевич вперше привернув світову увагу, коли у 2006 році пройшов кваліфікацію на Міжнародну олімпіаду з інформатики (IOI) у віці 11 років, що стало світовим рекордом із великим відривом. 
Він взяв срібну медаль на своїй першій події IOI та отримував золоті медалі з 2007 по 2012 рік.  На сьогоднішній день він є найуспішнішим учасником в історії IOI. 
На IOI 2009 року в Пловдиві тоді 14-річний Короткевич сказав про свій успіх: «Я пробую різні [стратегії], і одна з них є правильною. Я не геній. Мені просто це добре вдається». Він сказав, що проводить за комп’ютером не більше трьох-чотирьох годин щодня, надаючи перевагу займанням футболом і настільним тенісом . 
Восени 2012 року він переїхав до Росії, щоб вступити в університет ІТМО . Влітку 2013 року він допоміг ІТМО перемогти Шанхайський університет Цзяо Тонг і Токійський університет і виграти 37-й  фінал світу в Міжнародному університетському конкурсі з програмування, який проходив у Санкт-Петербурзі.  Він також вигравав щорічний Google Code Jam з 2014 по 2020 рік.
В інтерв’ю 2014 року Короткевич сказав, що не впевнений у своїх кар’єрних планах після закінчення університету, заявивши, що зосередиться на своїй освіті та, можливо, піде в науку. 
В інтерв’ю 2017 року Короткевич сказав, що отримував пропозиції про роботу від Google і Yandex, але відмовився від них і натомість продовжить навчання на факультеті комп’ютерних наук в ІТМО. 
У 2019 році Короткевич став аспірантом ІТМО. 

</br> 30 серпня 2024 року Короткевич став першим, хто подолав бар’єр в 4000 Ело на Codeforces.  До цього вважалося, що найвищою рейтинговою категорією був «Легендарний гросмейстер» з рейтингом 3000, за який користувачі отримували винагороду тим, що перша літера імені стала чорною, а решта червоною. 30 серпня Короткевич відкрив рейтингову категорію над «Легендарним гросмейстером»: категорію «Турист», названу на честь ніку самого Короткевича. Колір ніку категорії «Турист» — перевернутий колір Nutella «Legendary Grandmaster» — перша літера червона, а решта назви чорна. Короткевич залишається єдиним, хто коли-небудь досяг категорії «Турист».

## Кар'єрні досягнення
Більш повний список досягнень можна знайти на веб-сайті Competitive Programming Hall Of Fame. 
- Facebook Hacker Cup: 2014,[16][17] 2015,[18][19] 2019,[20] 2020,[21] 2023[22] Переможець
- Topcoder Open: 2018, 2019 Marathon Match переможець,[23] 2014,[24] 2019, 2020,[25] 2021[26] Algorithm переможець
- Google Hash Code:[27] переможець 2019, 2020 і 2021 друге місце, Назва команди - Past Glory[28][29]
- Google Code Jam: 2014 переможець,[30] 2015 переможець,[31] 2016 переможець,[32] 2017 переможець,[33] 2018 переможець,[34] 2019 переможець,[35] 2020 переможець,[36] 2021 6 місце[37] and 2022 переможець [38]
  - В раунді 1В 2012 Google Code Jam  він отримав ідеальний результат за всього 54 хвилини та 41 секунду від початку змагання.[39]
- Yandex.Algorithm: 2010,[40] 2013,[41] 2014,[42][43] 2015 переможець,[44] 2017 переможець[45] and 2018 переможець[46]
- Yandex Cup: 2020 переможець [47]
- Russian Code Cup (by Mail.Ru Group): 2016 переможець, 2015 друге місце,[48] 2014 переможець,[49] 2013 друге місце[50]
- ACM-ICPC World Finals: 2013 переможець (команда) [51] and 2015 переможець[52][53] (команда)
- Kotlin Challenge: 2014 переможець[54]
- International Olympiad in Informatics: Він зайняв перше місце в 2009, 2010,[55] 2011; отримав золоту медаль в 2007 (20 місце), 2008 (7 місце)[56] and 2012 (2 місце);[57][1] і срібну медаль в 2006 (26 місце).[58] Поки що тримає рекорд по кількістю золотих медалей(6) та кількості перших місць(3).
- All-Russian Team Olympiad in Informatics: 2007, 2009, 2010 і 2011 переможець й 2008 друге місце[59]
- Topcoder High School Competition: 2010 переможець, 2009 друге місце[60]
- Snarknews Winter Series: 2010, 2011, 2012, 2013, 2014 і 2015 переможець
- Snarknews Summer Series: 2008, 2010, 2011 друге місце and 2012, 2013, 2014 переможець
- Vekua Cup: 2013 переможець (команда)
- CROC Championship: 2013 [61] і 2016 переможець [62]
- Internet Problem Solving Contest: 2011 переможець (команда), 2013 переможець (команда) і 2017 переможець (команда) [63]
- Challenge24: 2013 і 2014 друге місце[64][65] (команда)
- Marathon24: 2015 3 місце (команда)
- Deadline24: 2016 3 місце[66] (команда), 2017 переможець (команда) і 2018 переможець (команда)
- Code Festival Grand Final: Code Festival Final 2016 2 місце , Code Festival Final переможець 2017
- Bioinformatics Contest: 2017 і 2019 переможець, 2018 3 місце.[67][68][69]
- ICFP Programming Contest: 2021 переможець (команда)

Codechef Snackdown :
- Переможець Codechef Snackdown 2016 (команда) [70]
- Переможець Codechef Snackdown 2019 (команда) [71]

Турніри на базі Codeforces
- Rockethon — переможець 2014, 2015 [40]
- ZeptoCodeRush - 2014 3 місце, [40] переможець 2015 [72]
- Looksery Cup — переможець 2015 [40]
- VK Cup: 2012 3 місце [73], 2015 переможець [74] (команда), 2016 1 місце (команд). [75]

## Дивіться також
- Центральноєвропейська олімпіада з інформатики
- Онлайн суддя
- Петро Мітрічев
- Макото Соедзіма

## Зовнішні посилання
Онлайн-профілі кодування

- Топкодер : tourist
- Codeforces : tourist
- CodeChef : gennady.korotkevich
- Google Code Jam : ( 2015, 2014, 2013, 2012, 2011, 2010, 2009 )
- SPOJ : tourist
- HackerEarth : @gennady
- Ранг хакера: @Gennady
- AtCoder: tourist [Архівовано 23 жовтня 2023 у Wayback Machine.]  </link>

1. 1 2 3  Gennady Korotkevich. International Olympiad in Informatics. Процитовано 23 жовтня 2023.
2. ↑  CodeForces User | CodeForces. codeforces.com (англ.). Процитовано 30 серпня 2024.
3. ↑  CodeChef User | CodeChef. codechef.com (англ.). Процитовано 12 жовтня 2017.
4. ↑  Top Ranked Algorithm Competitors. Topcoder. Процитовано 20 травня 2018.
5. ↑  AtCoder Ranking. atcoder.jp. Процитовано 2 лютого 2020.
6. ↑  Leaderboard. HackerRank. Процитовано 25 квітня 2018.
7. 1 2  tourist. Codeforces (англ.). Процитовано 30 серпня 2024.
8. 1 2  Violetta Dralyuk (1 вересня 2011). Геннадий Короткевич – белорусский гений спортивного программирования [Gennady Korotkevich: Belarusian sport programming genius] (рос.). Tut.By. Архів оригіналу за 2 квітня 2015. Процитовано 8 березня 2015.
9. 1 2  Yelena Safronova (24 серпня 2014). Самый юный и известный программист Беларуси Геннадий Короткевич рассказал о своих победах, планах и мечтах [Youngest, most famous programmer in Belarus Gennady Korotkevich talks about his victories, plans and dreams] (рос.). BELTA. Процитовано 8 березня 2015.
10. ↑  IOI Hall of Fame - Gennady Korotkevich. International Olympiad in Informatics. Процитовано 8 березня 2015.
11. ↑  I am no genius, I am simply good at it (PDF). International Olympiad in Informatics. Архів оригіналу (PDF) за 12 квітня 2015. Процитовано 8 березня 2015.
12. ↑  Standings. ACM International Collegiate Programming Contest. Архів оригіналу за 1 вересня 2015. Процитовано 8 березня 2015.
13. ↑  Геннадий Короткевич: "Меня не раз звали в Google, но работа мне пока не нужна" - Rusbase. rb.ru.
14. ↑  Лауреат премии "ТОП 50. Самые знаменитые люди Петербурга" Геннадий Короткевич: Поражение тоже стимулирует победы. news.itmo.ru (рос.). 6 червня 2019. Процитовано 17 жовтня 2020.
15. ↑  Profile of Gennady Korotkevich - Competitive Programming Hall Of Fame. cphof.org (англ.). Процитовано 19 листопада 2022.
16. ↑  Роман Савкив (1 серпня 2014). Белорусский вундеркинд Короткевич второй год кряду стал сильнейшим программистом на "Яндекс.Алгоритм" (Russian) . TUT.BY. Архів оригіналу за 15 липня 2015. Процитовано 7 червня 2015.
17. ↑  Scoreboard | Facebook Hacker Cup - 2014 - Final Round. www.facebook.com. Процитовано 6 грудня 2020.
18. ↑  Gennady Korotkevich, third-year student, is twice Facebook Hacker Cup champion. ITMO University. 8 березня 2015. Процитовано 7 червня 2015.
19. ↑  Scoreboard | Facebook Hacker Cup - 2015 - Final Round. www.facebook.com. Процитовано 6 грудня 2020.
20. ↑  Scoreboard | Facebook Hacker Cup - 2019 - Final Round. www.facebook.com. Процитовано 6 грудня 2020.
21. ↑  Scoreboard | Facebook Hacker Cup - 2020 - Final Round. www.facebook.com. Процитовано 6 грудня 2020.
22. ↑  Scoreboard | Facebook Hacker Cup - 2023 - Final Round. www.facebook.com. Процитовано 9 грудня 2023.
23. ↑  2018 Topcoder Open. 2018 Topcoder Open. Процитовано 17 листопада 2018.
24. ↑  Algorithm Final Results. topcoder.com. Архів оригіналу за 27 травня 2016. Процитовано 8 серпня 2015.
25. ↑  Topcoder Open 2020 http://tco20.topcoder.com/. {{cite web}}: Пропущений або порожній |title= (довідка)
26. ↑  Topcoder Open 2021 http://tco21.topcoder.com/. {{cite web}}: Пропущений або порожній |title= (довідка)
27. ↑  What is google Hash Code. Архів оригіналу за 10 березня 2023. Процитовано 10 серпня 2019.
28. ↑  Google Hash Code 2019 Scoreboard. Google Code Jam. Архів оригіналу за 25 травня 2023. Процитовано 10 серпня 2019.
29. ↑  Youtube video 1:44 gennady. YouTube.
30. ↑  Scoreboard - World Finals 2014 - Google Code Jam. code.google.com. Архів оригіналу за 3 грудня 2015. Процитовано 18 серпня 2014.
31. ↑  Scoreboard - World Finals 2015 - Google Code Jam. code.google.com. Архів оригіналу за 10 жовтня 2015. Процитовано 21 вересня 2015.
32. ↑  Scoreboard - World Finals 2016 - Google Code Jam. code.google.com. Архів оригіналу за 17 жовтня 2019. Процитовано 5 серпня 2016.
33. ↑  Scoreboard - World Finals 2017 - Google Code Jam. code.google.com. Архів оригіналу за 7 березня 2018. Процитовано 11 серпня 2017.
34. ↑  Google Code Jam. codingcompetitions.withgoogle.com/codejam. Архів оригіналу за 3 грудня 2020. Процитовано 10 серпня 2019.
35. ↑  Google Code Jam. codingcompetitions.withgoogle.com/codejam. Архів оригіналу за 10 серпня 2019. Процитовано 10 серпня 2019.
36. ↑  Google Code Jam. codingcompetitions.withgoogle.com/codejam.
37. ↑  Google Code Jam. codingcompetitions.withgoogle.com/codejam.
38. ↑  Google Code Jam. codingcompetitions.withgoogle.com/codejam. Архів оригіналу за 24 червня 2022. Процитовано 10 серпня 2019.
39. ↑  Scoreboard - Round 1B 2012 - Google Code Jam. code.google.com. Архів оригіналу за 5 жовтня 2016. Процитовано 6 травня 2012.
40. 1 2 3 4  Profile Gennady Korotkevich (Belarus) (Russian) . SnarkNews. 2015. Процитовано 13 липня 2015.
41. ↑  Standings — Yandex.Algorithm 2013 Final round — Algorithm 2013. contest.yandex.com.
42. ↑  Standings — Yandex.Algorithm 2014 Final round — Algorithm 2014. contest.yandex.com.
43. ↑  Яндекс.Алгоритм: финал в Берлине — Блог Яндекса. blog.yandex.ru. Архів оригіналу за 2 квітня 2015. Процитовано 18 серпня 2014.
44. ↑  Yandex.Algorithm-2015 final round - Codeforces. Codeforces.
45. ↑  Standings — Final — Algorithm 2017. contest.yandex.com.
46. ↑  Standings — Final — Algorithm 2018. contest.yandex.com.
47. ↑  Standings — Final — Algorithm 2020. contest.yandex.com.
48. ↑  RCC - 404. russiancodecup.ru. Архів оригіналу за 1 жовтня 2015. Процитовано 21 вересня 2015.
49. ↑  The world best programmers are in St. Petersburg. en.ifmo.ru. 4 жовтня 2014.
50. ↑  Winner of the Russian Code Cup 2013 became a programmer Petr Mitrichev from M. venture-news.ru. 10 травня 2012.
51. ↑  Results World Finals 2013. icpc.baylor.edu. Архів оригіналу за 1 вересня 2015. Процитовано 27 листопада 2017.
52. ↑  Андрей Анненков (25 травня 2015). Российские программисты на чемпионате мира: привычка побеждать (Russian) . RIA Novosti. Процитовано 7 червня 2015.
53. ↑  Results 2015. icpc.baylor.edu. Архів оригіналу за 21 червня 2019. Процитовано 27 листопада 2017.
54. ↑  Kotlin Challenge, final standings [Архівовано 26 травня 2014 у Wayback Machine.]
55. ↑  IOI2010 Final Results. International Olympiad in Informatics. 2010. Процитовано 13 липня 2015.
56. ↑  Наталья Старченко (20 серпня 2009). Загреб брал, Каир брал, Пловдив… взял! (Russian) . True Gomel. Процитовано 7 червня 2015.
57. ↑  Российские школьники завоевали золото за решение задач про Леонардо да Винчи (Russian) . Polit.ru[ru]. 28 вересня 2012. Процитовано 7 червня 2015.
58. ↑  Belarus prodigy Karatkevich again won the international competition of programmers (Russian) . Interfax.by[ru]. 4 серпня 2014. Процитовано 7 червня 2015.
59. ↑  Олимпиады по информатике. Санкт-Петербург, Россия. neerc.ifmo.ru.
60. ↑  TopCoder Press Room. community.topcoder.com.
61. ↑  The CROC All-Russian Open Programming Championship Results - Codeforces. Codeforces.
62. ↑  The Final Round of CROC 2016 and Codeforces Round #347 - Codeforces. Codeforces.
63. ↑  IPSC 2017 Online Standings — IPSC. ipsc.ksp.sk.
64. ↑  Challenge 24 2013 Results. ch24.org.
65. ↑  Challenge 24 2014 Results. ch24.org. Архів оригіналу за 26 листопада 2014. Процитовано 22 травня 2015.
66. ↑  Deadline24 2016 Results of the finals. deadline24.pl. Архів оригіналу за 8 травня 2016. Процитовано 24 квітня 2016.
67. ↑  Bioinformatics Contest 2017 Final Round.
68. ↑  Bioinformatics Contest 2018 Final Round.
69. ↑  Bioinformatics Contest 2019 Final Round.
70. ↑  Champions | CodeChef.
71. ↑  Finalists | CodeChef.
72. ↑  Виктор Корсун (15 квітня 2015). ZeptoLab Code Rush 2015: итоги чемпионата по спортивному программированию (Russian) . App2Top.ru. Процитовано 7 червня 2015.
73. ↑  VK Cup 2012 - Codeforces. Codeforces.
74. ↑  VK Cup 2015 - Finals [Архівовано 28 липня 2015 у Wayback Machine.]
75. ↑  Положение - VK Cup 2016 - Финал - Codeforces. Codeforces.